# 阿岗寺遗址
阿岗寺遗址是一处新石器时代遗址，位于河南省漯河市舞阳县县城北20公里的马村乡岗寺村，有仰韶文化、大汶口文化、良渚文化、裴李岗文化等类型的文物和遗存相互叠压，已发现文物包括石斧、石镰、石铲、骨锥、陶纺轮、陶拍、网坠、陶鼎、陶豆、陶罐、陶觚、陶壶以及稻粒和动物骨骼。
阿岗寺遗址于1950年在岗寺村西北的岗地上发现，该岗地高出周边地坪3-5米，遗址东西宽440米，南北长340米，面积约为23万平方米，文化层厚3-5米，文化层内含红烧土块、房址、墓葬和灰坑遗迹，还有古生物化石、石器、陶片和灰土等。该遗址目前还没有经过正式科学发掘，地表大部分是农田，少部分为宅基地。
1963年被河南省人民政府公布为第一批省级文物保护单位，古文化遗址类，第140号。2013年被国务院公布为第七批全国重点文物保护单位，古遗址类，第0279号。